# Gritty
Pour les articles homonymes, voir Gritty (homonymie).

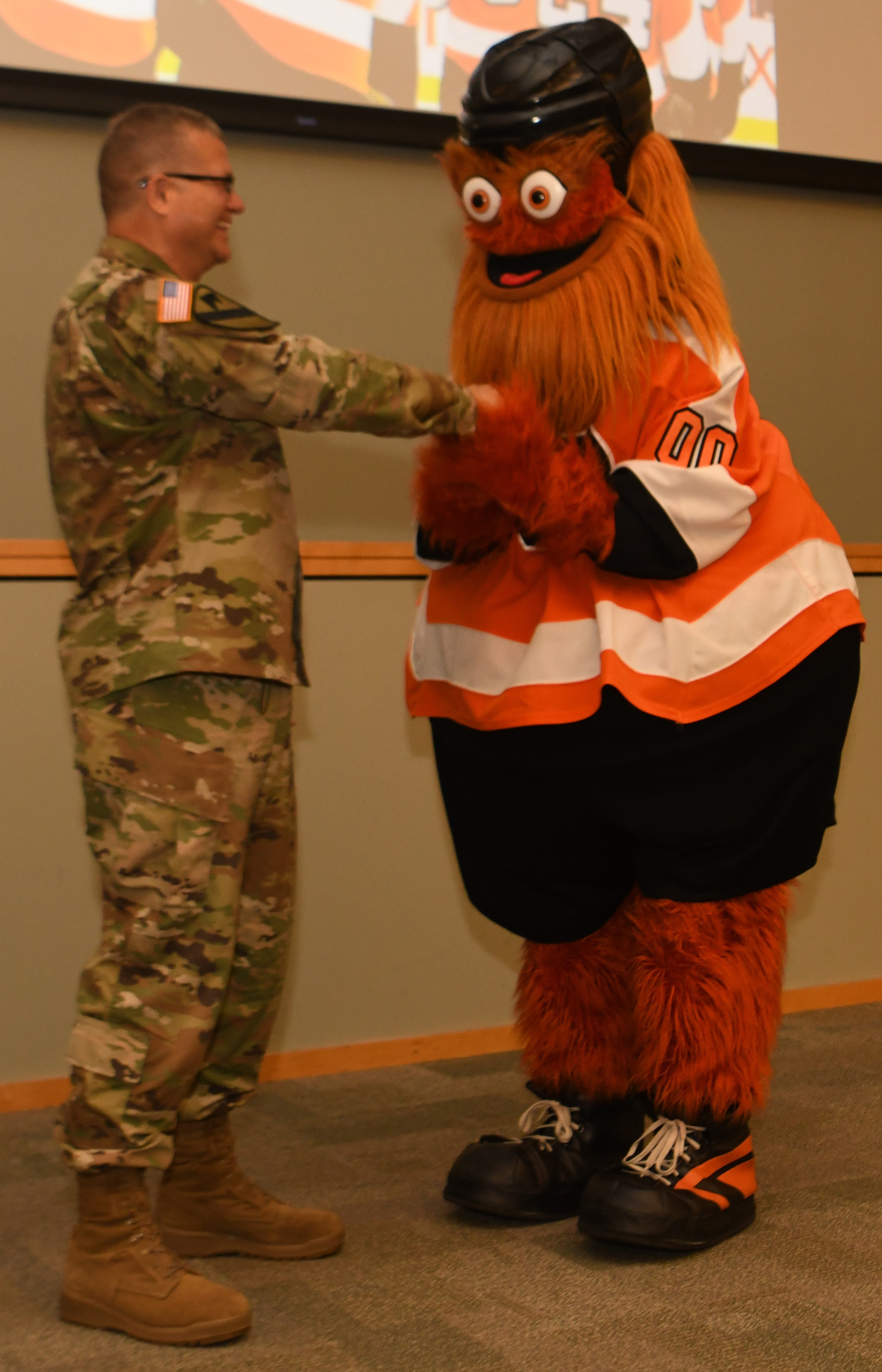
Gritty (à droite)

Gritty est la mascotte de l'équipe des Flyers de Philadelphie de la Ligue nationale de hockey, créée en 2018 et devenue un mème Internet.

## Histoire
La mascotte des Flyers est nommée Gritty (le teigneux), en référence au caractère de l'équipe des Flyers, rarement victorieuse mais combative et adepte d'un jeu rugueux. Arborant une fourrure criarde orange et une livrée noire et orange, Gritty est décrit comme un monstre non-binaire « loyal mais malicieux », mais hostile aux supporters de l'équipe adverse, dont l'existence aurait été mise au jour lors des travaux de construction de la nouvelle salle des Flyers. Porteur du numéro 00, Gritty est dévoilé le 24 septembre 2018 et fait ses débuts dans la LNH lors de la saison 2018-2019. Sa première apparition sur la glace est marquée par une chute médiatisée qui lui assure une certaine sympathie populaire. 
Il s'agit de la seconde mascotte de l'histoire des Flyers après l'éphémère Slapshot qui ne fut actif que lors de la saison 1976-1977 de la LNH et glissait sur la glace sur le thème musical du film Rocky sorti la même année. Les Flyers restèrent alors pendant quatre décennies une des rares équipes de LNH sans mascotte. 
En choisissant une mascotte qui ne ressemble à rien de connu, les patrons des Flyers voulaient éviter toute polémique historique, mais la mascotte est rapidement appropriée par l’extrême gauche américaine qui adopte rapidement son image, notamment lors d'une manifestation en opposition à un meeting du président américain Donald Trump en 2018 à Philadelphie. 
Perçu comme proche du peuple, Gritty est dépeint comme exprimant « l’absurdité de la vie sous le régime capitaliste »,  et devient rapidement un mème Internet. Gritty s'oppose ainsi à Pepe the Frog, une grenouille de comics devenue le symbole de l’alt-right.